# Nowa Góra
Nowa Góra (česky Nová Hora) je vesnice v severozápadní části Malopolského vojvodství s 1 637 obyvateli (2010). Nachází se zde:
- kostel Seslání Ducha svatého
- Sál Království Svědků Jehovových
- škola
- hřiště
- hřbitov
- sbor dobrovolných hasičů

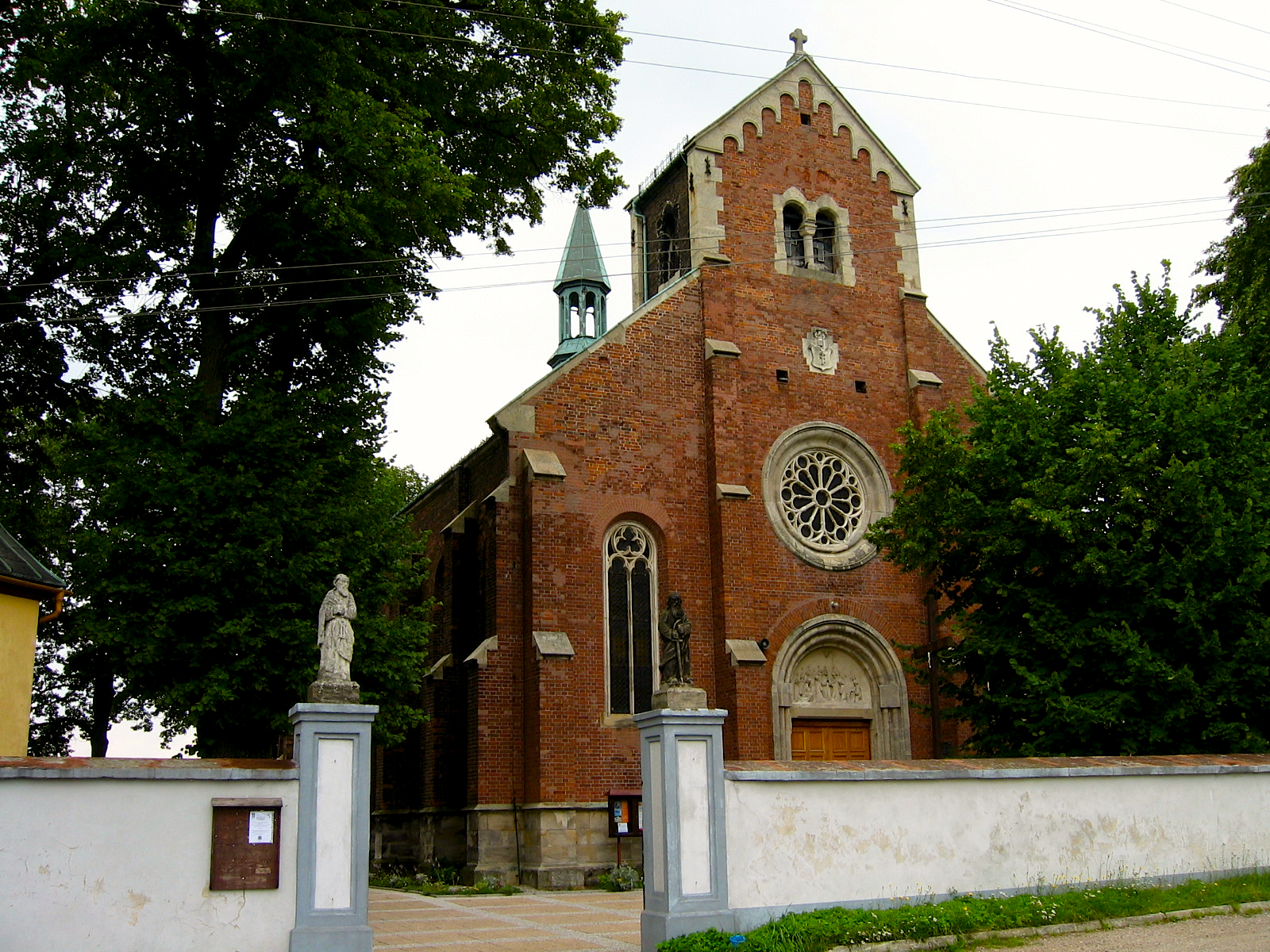
Kostel Seslání Ducha svatého
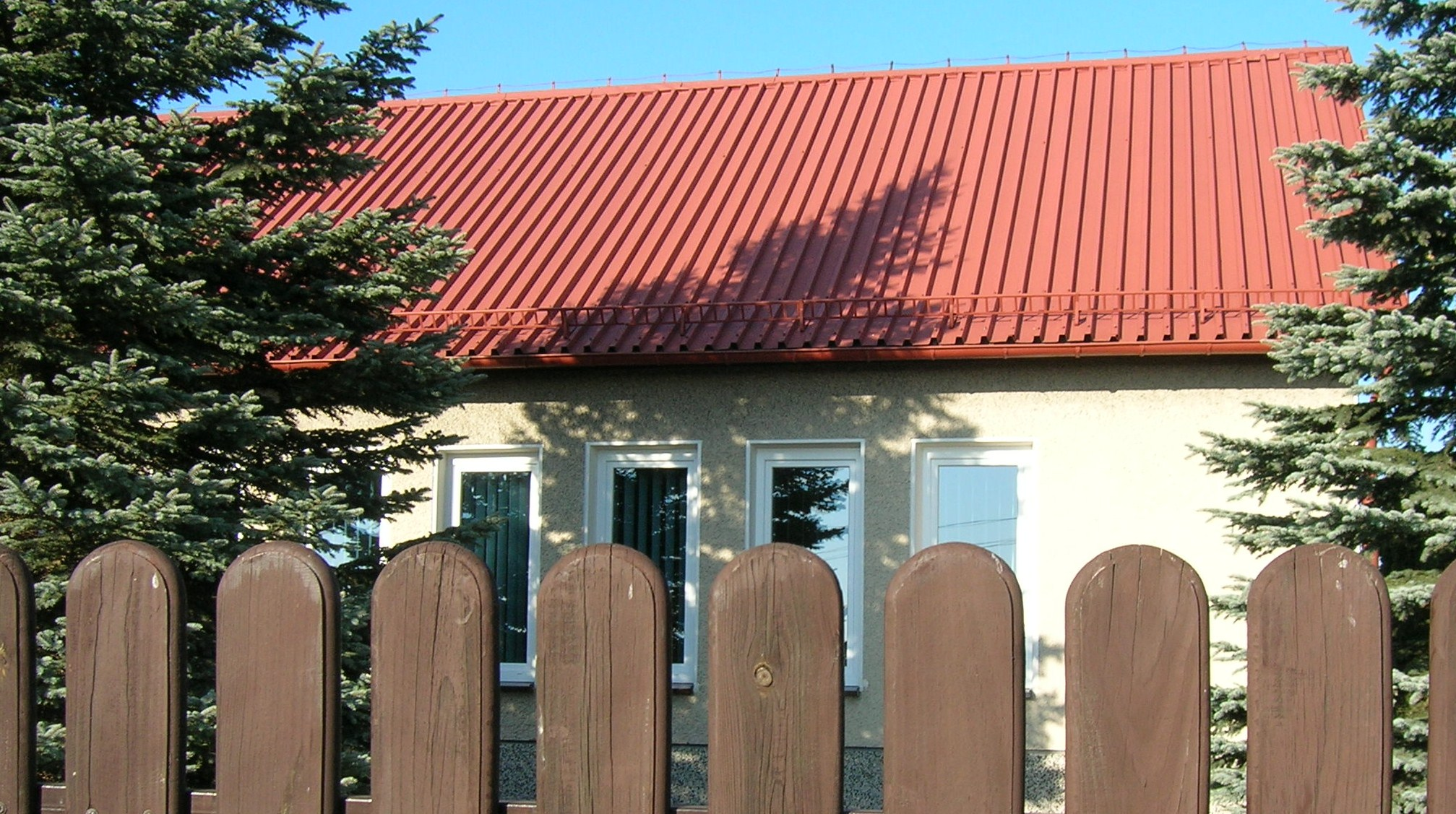
Sál Království Svědků Jehovových
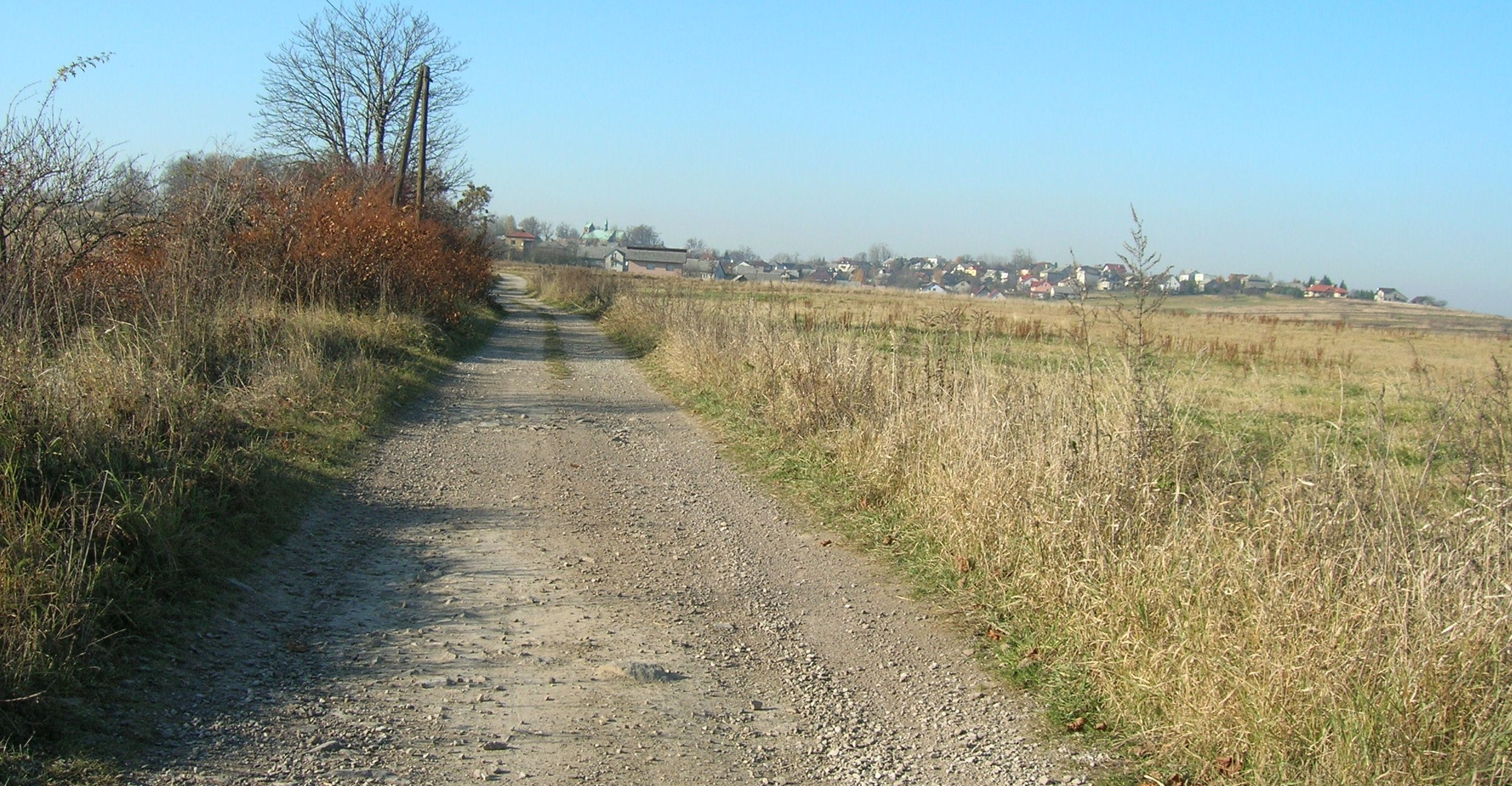
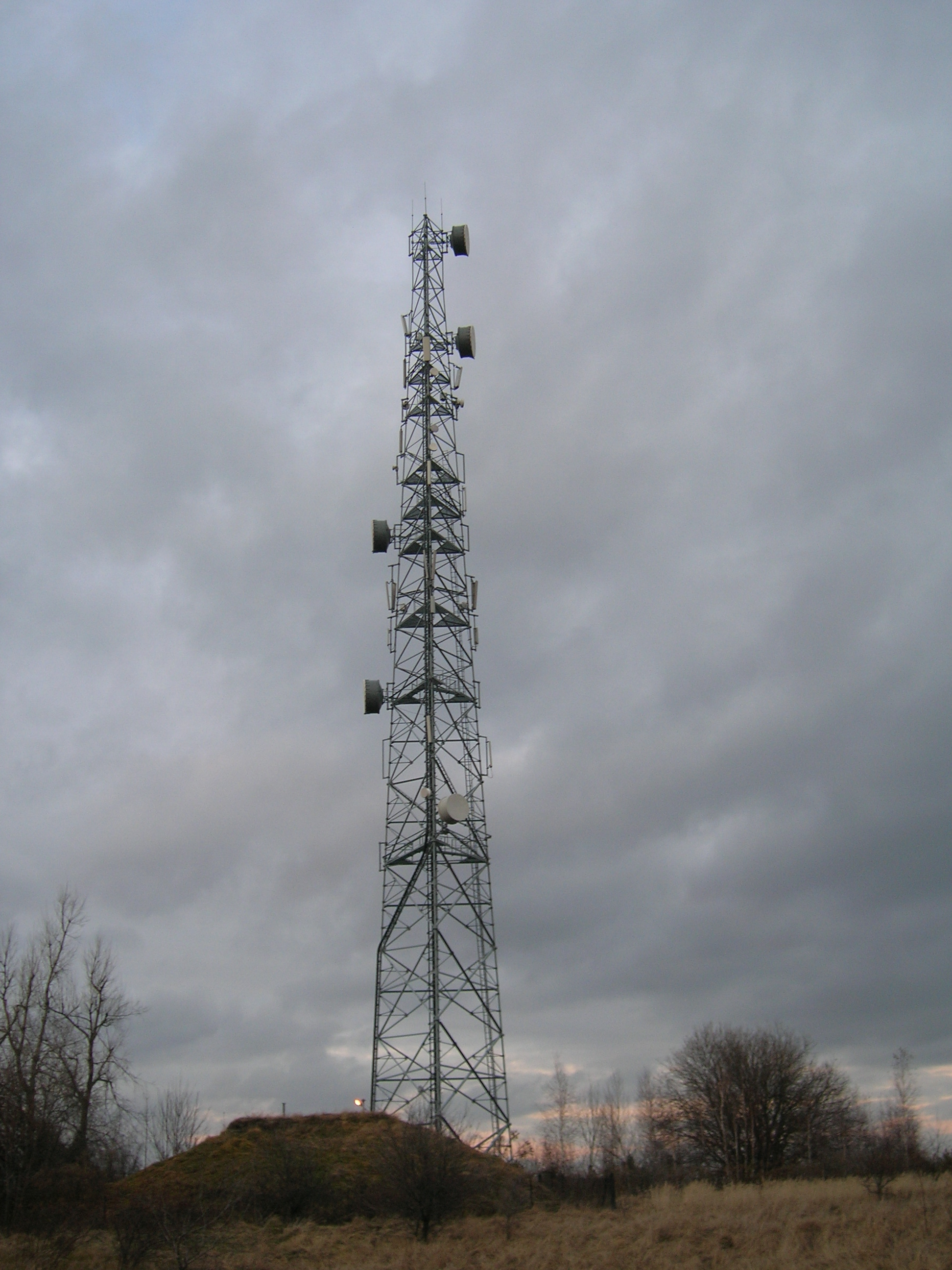